# Ardisia pubivenula
Ardisia pubivenula E.Walker – gatunek roślin z rodziny pierwiosnkowatych (Primulaceae). Występuje naturalnie w Chinach – w prowincjach Kuangsi oraz Hajnan. 

## Morfologia
PokrójZimozielony półkrzew dorastający do 0,5 m wysokości, tworzący rozłogi.
LiścieBlaszka liściowa ma owalny lub eliptyczny kształt. Mierzy 10–15 cm długości oraz 3–7,5 cm szerokości, jest ząbkowana na brzegu, ma tępą lub sercowatą nasadę i ostry wierzchołek. Ogonek liściowy jest nagi i ma 4–10 mm długości.
KwiatyZebrane w gronach wyrastających z kątów pędów.
OwocPestkowce mierzące 6-7 mm średnicy, o kulistym kształcie i czerwonej barwie.

## Biologia i ekologia
Rośnie w lasach oraz na brzegach cieków wodnych. Występuje na wysokości do 800 m n.p.m.